# ورد إيبيري
ورد إيبيري (الاسم العلمي:Rosa iberica) هو نوع من النباتات يتبع جنس الورد من الفصيلة الوردية.